# بیسمی
بیسمی (به فرانسوی: Besmé) یک کمون در فرانسه است که در ان (ا-دو-فرانس) واقع شده‌است. بیسمی ۲٫۶۶ کیلومتر مربع مساحت دارد ۵۷ متر بالاتر از سطح دریا واقع شده‌است.